# 可怕的爬蟲屋
《可怕的爬蟲屋》（英語：The Reptile Room）是《波特萊爾大遇險》系列的第二部小说，作者为丹尼爾·韓德勒（英語：Daniel Handler）

## 主要情节
波特萊爾家的三位孤儿在和善良友好并爱好蛇类的爬蟲學家蒙哥馬利·蒙哥馬利叔叔住在一起后，过了几天的幸福时光，蒙叔叔計畫帶他們前往祕魯去旅行。
不料歐拉夫伯爵却突然到來，他乔装成蒙叔叔的助手史帝芬諾以伺機謀害蒙叔叔，成为孤儿们的监护人的同時得到财产。孩子们在去祕魯的前一天設法警告蒙叔叔，但蒙叔叔只認為史帝芬諾是想竊取他研究成果的間諜，便撕毀史帝芬諾去祕魯的機票。當晚歐拉夫悄悄将蛇毒注射到蒙叔叔的身上，又在他脸上扎两个孔假稱是蛇咬的，孩子们为蒙叔叔的死感到很伤心。但聪明的孩子们隨後還是向銀行家波先生揭穿歐拉夫伯爵的诡计。

## 改編作品
2004年的電影劇情改編自《波特萊爾大遇險》系列的前三本書，包含了《可怕的爬蟲屋》的情節。
Netflix電視劇《波特萊爾的冒險》第一季的第三集和第四集皆改編自《可怕的爬蟲屋》。